# SN 1982Q
SN 1982Q – supernowa odkryta 17 września 1982 roku w galaktyce A023212-3449. W momencie odkrycia miała maksymalną jasność 19,00m.